# Nazionale maschile di calcio degli Stati Uniti d'America
La nazionale di calcio degli Stati Uniti (in inglese: United States men's national soccer team) è la rappresentativa nazionale calcistica dell'omonimo paese nordamericano ed è posta sotto l'egida della United States Soccer Federation.
Ha vinto sette CONCACAF Gold Cup (nel 1991, 2002, 2005, 2007, 2013, 2017 e 2021), tre CONCACAF Nations League (2019-2020, 2022-2023 e 2023-2024) e vanta undici partecipazioni al campionato mondiale, dove raggiunse il terzo posto nel 1930, perdendo la semifinale con l'Argentina. È una delle tre nazionali (le altre sono la Corea del Sud ed il Marocco) non appartenenti alla UEFA o alla CONMEBOL che hanno disputato la semifinale di un campionato del mondo di calcio. Ai mondiali la selezione statunitense si qualificò anche per le edizioni del 1934 e del 1950, per poi tornarvi solo quarant'anni più tardi, nel 1990. Nel 1994 ospitò il campionato del mondo (dove raggiunse gli ottavi di finale) e in seguito si è qualificata per le successive cinque edizioni del campionato del mondo, un traguardo raggiunto solo da altre sette nazionali. Nel 2002 raggiunse i quarti di finale del mondiale, che perse contro la Germania, successivamente finalista perdente dell'edizione. Nel 2009 raggiunse la finale della Confederations Cup, che perse contro il Brasile. Nella CONCACAF Gold Cup ha raggiunto altre cinque volte la finale (nel 1993, 1998, 2009, 2011, 2019) perdendo sempre contro il Messico.
La migliore posizione raggiunta dagli USA nella classifica mondiale della FIFA, in vigore dall'agosto 1993, è stata il 4º posto dell'aprile 2006; la peggiore è stata il 36º posto del luglio 2012. Attualmente occupa il 16º posto della graduatoria.
Gli Stati Uniti vantano il maggior numero di calciatori con almeno 100 presenze in nazionale.

## Storia

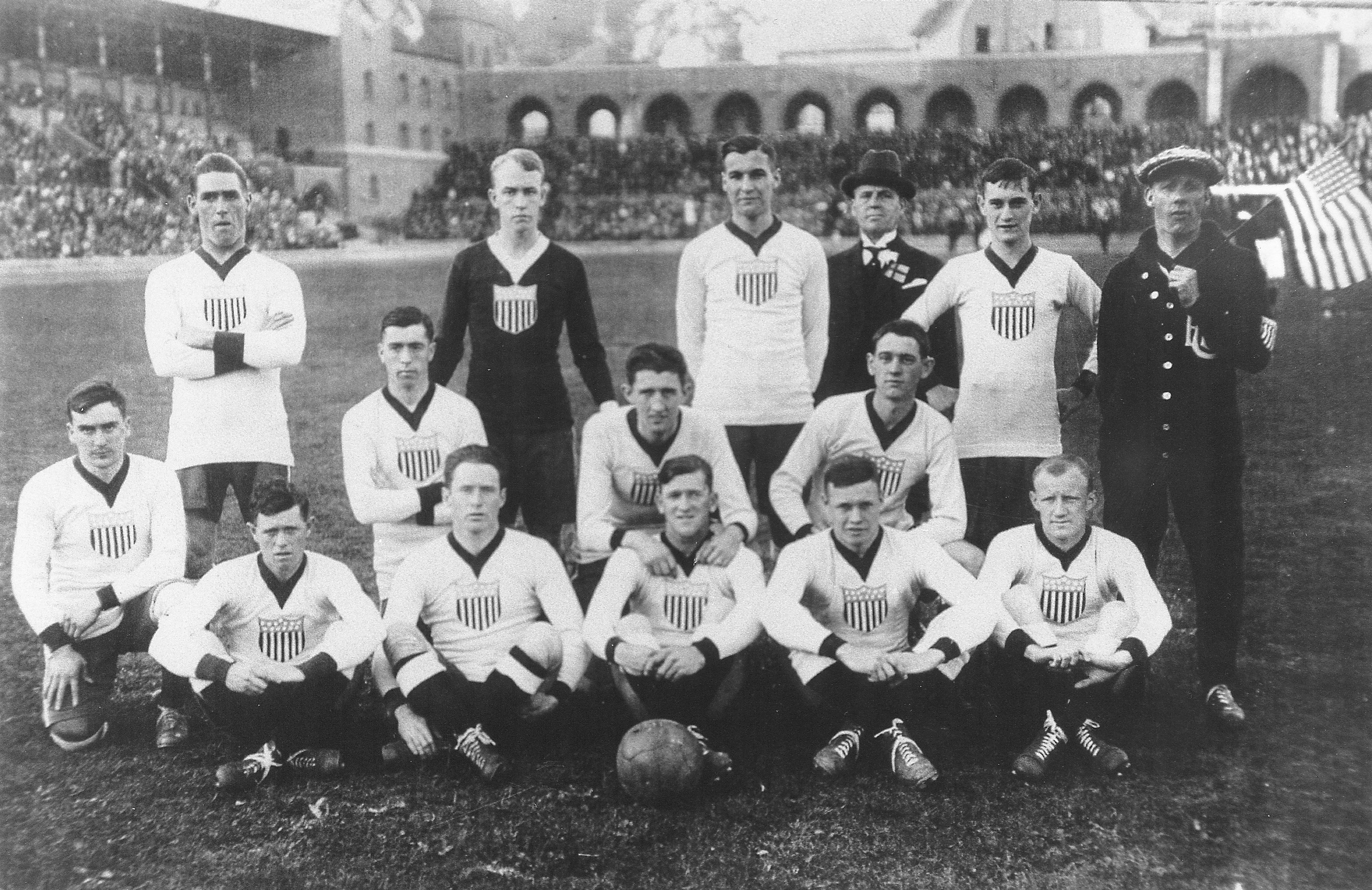
L'esordio ufficiale della nazionale statunitense nel 1916

La prima nazionale di calcio degli Stati Uniti fu costituita nel 1885: il 28 novembre di quell'anno la squadra fu sconfitta dal Canada per 0-1 a Newark, New Jersey. Gli Stati Uniti ebbero la loro rivincita l'anno seguente, quando sconfissero la selezione canadese 1-0, sempre a Newark; tuttavia tali partite non furono ufficialmente riconosciute.
La partita d'esordio ufficiale della nazionale statunitense fu disputata il 20 agosto 1916 contro la Svezia a Stoccolma e fu vinta per 3-2 dagli statunitensi.
Ai suoi albori la rappresentativa statunitense riscosse un buon successo, ma soltanto dalla metà degli anni novanta ha iniziato a riguadagnare prestigio internazionale e valore tecnico.

### Anni 1930-1950
Al campionato del mondo del 1930 gli statunitensi vinsero la prima partita nella storia del campionato del mondo di calcio (3-0 contro il Belgio a Montevideo), partita che si giocò contemporaneamente ad un'altra "prima partita", tenutasi sempre in quella città e che vide la vittoria della Francia contro il Messico. Il giocatore statunitense Bert Patenaude segnò la prima tripletta nella storia del campionato del mondo nella gara vinta dalla sua nazionale contro il Paraguay per 3-0.
In quel primo campionato mondiale gli Stati Uniti arrivarono alle semifinali, dove furono sconfitti per 6-1 dall'Argentina. Si classificarono al terzo posto, che resta il migliore piazzamento di sempre ai mondiali della nazionale statunitense e il migliore in assoluto di una nazionale dell'America settentrionale e centrale al campionato mondiale di calcio.

### Anni 1950
Al campionato mondiale del 1950 la squadra statunitense, che si presentò al torneo con una squadra di giocatori part-time messa insieme per l'occasione, fu protagonista di uno dei fatti più clamorosi nella storia del calcio, procurando all'Inghilterra la sua prima sconfitta di sempre al campionato mondiale (1-0), dopo che quest'ultima aveva di recente battuto il Resto d'Europa per 6-1 in una partita amichevole. Il gol della vittoria venne siglato dal giocatore di origine haitiana Joe Gaetjens. Ciononostante gli Stati Uniti non riuscirono a superare la fase a gironi, a causa delle sconfitte patite contro la Spagna (1-3) e il Cile (0-2). La straordinaria vittoria sugli inglesi ispirò il film In campo per la vittoria.
Dopo il mondiale disputato in Brasile, gli Stati Uniti non riuscirono più a qualificarsi per un campionato mondiale di calcio per ben quarant'anni. L'Inghilterra vendicò in parte la sconfitta subita in Brasile battendo gli Stati Uniti per 6-3 a New York nel 1953 e per 8-1 a Los Angeles nel 1959.
Negli anni '50 gli USA vinsero tre partite: la già citata partita contro l'Inghilterra al mondiale 1950 e due incontri contro Haiti. La squadra statunitense mancò la qualificazione ai mondiali del 1954 (a causa dell'esiguità dei fondi, dovette giocare le partite in casa in Messico e ad Haiti) e 1958 (nelle qualificazioni la nazionale, a causa della disorganizzazione della federazione, fu sostituita dal club del St Louis Kutis in due partite contro il Canada).

### Anni 1960
Negli anni '60 fu creata la North American Soccer League (NASL) e l'acquisizione dei diritti di trasmissione televisiva del campionato del mondo 1966 fu tra i motivi del rinnovato interesse per il calcio negli Stati Uniti d'America. Dopo l'entusiasmo generato dalla creazione della NASL, negli anni '60 e '70 sembrava che la nazionale statunitense fosse avviata a diventare una delle nazionali di primo piano nel panorama mondiale, ma queste aspettative furono disattese.
Le qualificazioni al campionato del mondo 1962 e per il mondiale del 1966 furono condotte negativamente. La vittoria contro l'Honduras (1-0) del 17 marzo 1965 fu la prima per la nazionale a stelle e strisce dopo undici anni.
Tra l'ottobre e il novembre 1968 gli USA vinsero tre partite consecutive, evento senza precedenti, contro Canada e, due volte, Bermuda. La qualificazione al campionato del mondo 1970 era vicina, ma tra l'aprile e il maggio del 1969 due sconfitte contro Haiti nell'ultimo turno delle eliminatorie si rivelarono fatali.

### Anni 1970
Vista la crescita della NASL, la federazione decise per investimenti più corposi per lo sviluppo della nazionale, che fu affidata al CT Bob Kehoe. Se negli anni '60 la nazionale aveva disputato solo 19 partite, ne giocò 12 nel solo 1973. Nel 1973 sull'isola di Terranova, in vista di una partita di qualificazione al campionato del mondo 1974, la squadra si trovò in un hotel sovraffollato dove dormivano cinque giocatori in una sola stanza. Nelle qualificazioni perse per 3-2 contro il Canada e fallì l'accesso alla fase finale, come avvenne anche per il campionato del mondo 1978. La federcalcio statunitense organizzò partite in tutto il mondo nel tentativo di far guadagnare maggiore esperienza alla squadra. Nell'ottobre 1979 la nazionale giocò nelle Bermude, a Parigi, a Budapest e a Dublino nell'arco di soli 22 giorni.

### Anni 1980
Tra il 1981 e il 1983 la selezione statunitense giocò solo due incontri.
Allo scopo di promuovere un programma di sviluppo della nazionale e di rinnovare l'interesse per la NASL, la federcalcio statunitense decise di inserire la nazionale nel campionato del 1983 con il nome di Team America. Questa compagine non aveva la continuità e la regolarità di allenamento delle squadre di club e molti calciatori si rifiutavano di lasciare il proprio club di appartenenza per giocare per il Team America. Furono questi alcuni dei motivi che condussero il Team America a concludere il campionato all'ultimo posto. L'esperimento era fallito e la federcalcio ritirò il Team America dalla NASL.
In vista delle Olimpiadi di Los Angeles del 1984 e del campionato del mondo 1986 il comitato olimpico internazionale decise di aumentare le possibilità che le nazionali non appartenenti alla zona UEFA o alla zona CONMEBOL si qualificassero per la fase a eliminazione diretta, stabilendo che queste compagini avrebbero potuto schierare anche giocatori senior, purché non scesi in campo in precedenza in partite della Coppa del mondo di calcio. Gli Stati Uniti inserirono dunque molti senior nella squadra che giocò le Olimpiadi, ma la rappresentativa statunitense non riuscì ad andare oltre la prima fase del torneo.
Nel 1988 agli USA fu assegnata l'organizzazione del campionato del mondo 1994 e l'anno dopo la squadra ottenne la qualificazione al campionato mondiale di Italia '90, grazie alla prima vittoria in trasferta dopo due anni, contro Trinidad e Tobago (1-0). Tra i migliori elementi della nazionale a stelle e strisce spiccavano Balboa e Wynalda. In vista della fase finale il CT Bob Gansler dovette rinunciare per infortunio a Rick Davis e Hugo Pérez, giocatori di esperienza, e convocò numerosi giovani. Gli Stati Uniti furono eliminati al primo turno, subendo tre sconfitte: 1-5 contro la Cecoslovacchia, 0-1 contro l'Italia e 1-2 contro l'Austria.

### Anni 1990

Bruce Murray in azione a

Nel marzo 1991 gli Stati Uniti vinsero la North America Cup dopo aver pareggiato per 2-2 contro il Messico e aver battuto il Canada per 2-0. Nel maggio seguente sconfissero l'Uruguay per 1-0 nella World Series of Soccer. Si aggiudicarono anche la prima edizione della CONCACAF Gold Cup, superando Trinidad e Tobago (2-1), Guatemala (3-0) e Costa Rica (3-2) nel girone, Messico (2-0) in semifinale e Honduras (4-3 ai tiri di rigore dopo lo 0-0 dei tempi supplementari) in finale.
Nel 1992 negli Stati Uniti disputò la prima edizione della U.S. Cup, voluta per promuovere ulteriormente il calcio negli Stati Uniti. La squadra di casa si aggiudicò il girone all'italiana con Italia, Irlanda e Portogallo, con due vittorie e un pari contro gli italiani. Nella U.S. Cup del 1993 gli Stati Uniti chiusero al terzo posto, sconfitti da brasiliani e tedeschi, ma vittoriosi con l'Inghilterra per 2-0.
Il campionato del mondo 1994 fu il definitivo trampolino di lancio per il calcio negli Stati Uniti: il Paese era scelto per ospitare la rassegna iridata, e sempre in questo periodo la Federazione, come contropartita imposta dalla FIFA, fondò la Major League Soccer.
La squadra degli USA fornì un'ottima prova nella fase a gironi della Coppa del mondo giocata in casa. La formazione allenata da Bora Milutinović, qualificata di diritto in quanto compagine del paese ospitante, pareggiò contro la Svizzera (1-1), batté la Colombia, allora quarta nella classifica mondiale della FIFA (2-1), e perse di misura (0-1) contro la Romania, ottenendo l'accesso agli ottavi di finale di un mondiale per la prima volta dal 1930. Il cammino dei padroni di casa terminò in questo turno contro il Brasile, futuro campione del mondo, che vinse per 1-0. La gara fu giocata il 4 luglio, giorno della festa nazionale statunitense.
Malgrado il buon cammino, Milutinović fu sollevato dall'incarico nel 1995. Passata ad interim, nell'aprile 1995, sotto la guida di Steve Sampson, già vice di Milutinović, la squadra ben figurò alla Coppa America dello stesso anno, alla quale fu invitata a partecipare insieme al Messico. Gli statunitensi vinsero il girone mettendosi davanti Argentina (battuta per 3-0), Bolivia e Cile e ai quarti di finale eliminarono il Messico ai tiri di rigore, raggiungendo la semifinale contro il Brasile, che vinse per 1-0 ed eliminò gli USA, proprio come al mondiale dell'anno prima. Nella finale per il terzo posto la squadra a stelle e strisce fu sconfitta per 4-1 dalla Colombia. Grazie alle buone prestazioni in Coppa America, nell'agosto 1995 Sampson dismise i panni di traghettatore e fu nominato ufficialmente nuovo CT degli USA.
Nella CONCACAF Gold Cup del 1998, disputata in casa nel mese di febbraio, la squadra si piazzò seconda, dopo aver sconfitto in semifinale il Brasile campione del mondo in carica per 1-0.
Meno fortunata fu la partecipazione al campionato del mondo del 1998, dove gli USA, qualificatisi arrivando secondi nel girone finale di sei squadre (a un punto dal Messico capolista), uscirono al primo turno perdendo tutti e tre gli incontri: 2-0 con la Germania, 1-0 con la Jugoslavia e 2-1 contro l'Iran]. Questa partita fu importante anche per il clima politico e sociale in cui si giocò: per lanciare un messaggio contro l'odio tra il mondo occidentale e quello orientale, prima dell'incontro i giocatori delle due squadre si fecero fotografare mentre si abbracciavano e si stringevano la mano.
Il CT Steve Sampson fu ritenuto il principale responsabile della disfatta, dato che aveva tolto la fascia di capitano a John Harkes solo poche settimane dopo avergli espresso la propria fiducia e avendo escluso dalla rosa per il mondiale francese numerosi giocatori rivelatisi fondamentali per la qualificazione. Nel febbraio 2010 sarebbe emerso che Sampson aveva tolto i gradi ad Harkes perché questi aveva avuto una relazione con la moglie del compagno di squadra Eric Wynalda. A condizionare il rendimento della squadra al mondiale furono per altro due infortuni importanti, quelli occorsi a Eric Wynalda e a Tab Ramos. Sampson si dimise il 29 giugno 1998.

### Gli anni 2000

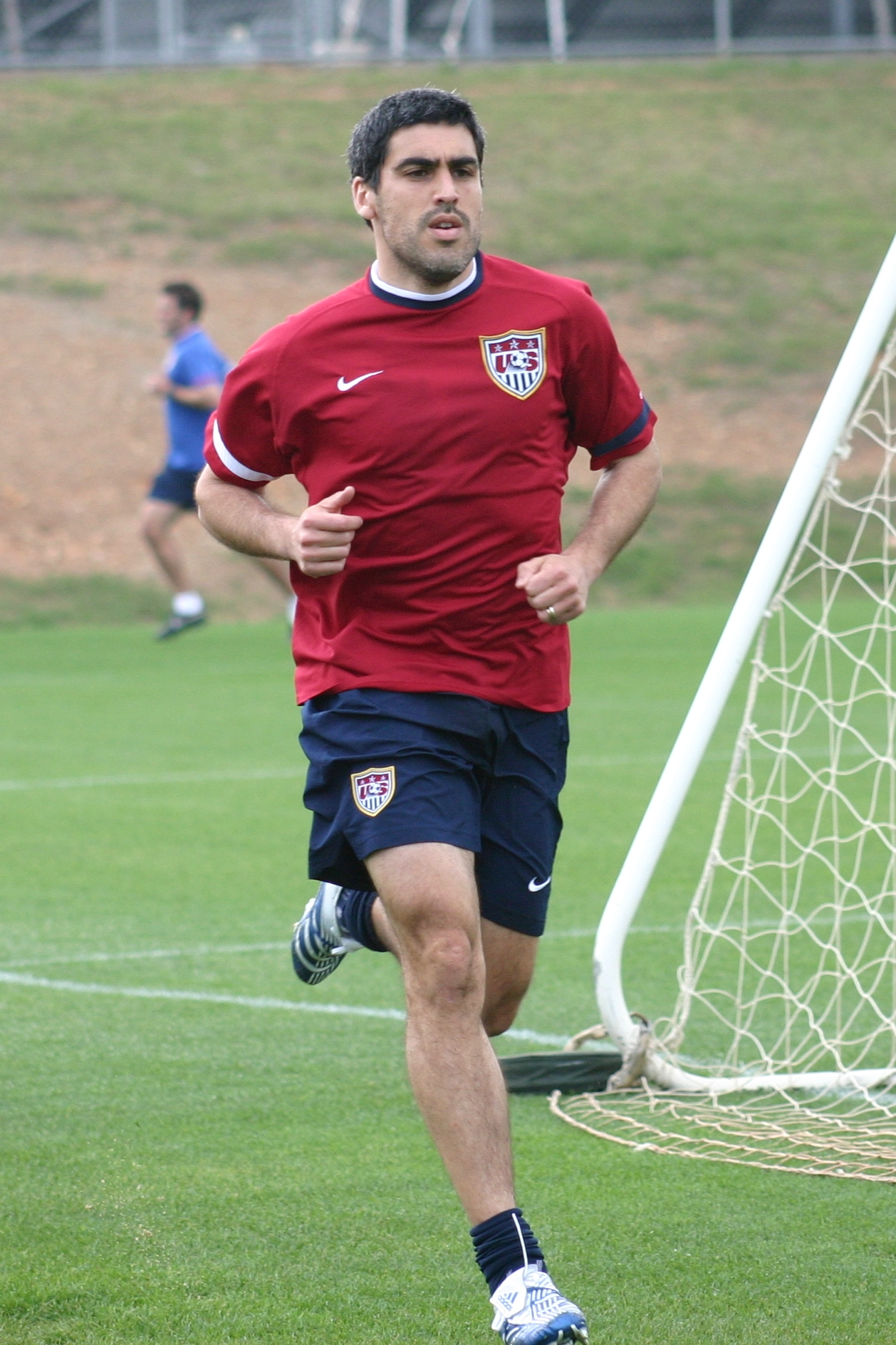
Claudio Reyna durante una sessione di allenamento

Malgrado la crescita di popolarità del calcio negli USA negli anni '90, la nazionale maschile statunitense aveva vissuto all'ombra della fortissima nazionale femminile, una delle più quotate a livello mondiale, fatto che continuava a relegare il soccer maschile a comprimario di altri sport quali baseball, football americano e pallacanestro.
Nell'ottobre 1998 la nazionale degli USA passò sotto la guida del CT Bruce Arena, che esordì in amichevole a San Jose, in California, contro l'Australia il 6 novembre 1998. Alla CONCACAF Gold Cup 2000 gli USA si fermarono ai quarti di finale, dove furono battuti dalla Colombia ai tiri di rigore dopo che i tempi supplementari si erano chiusi sul 2-2.

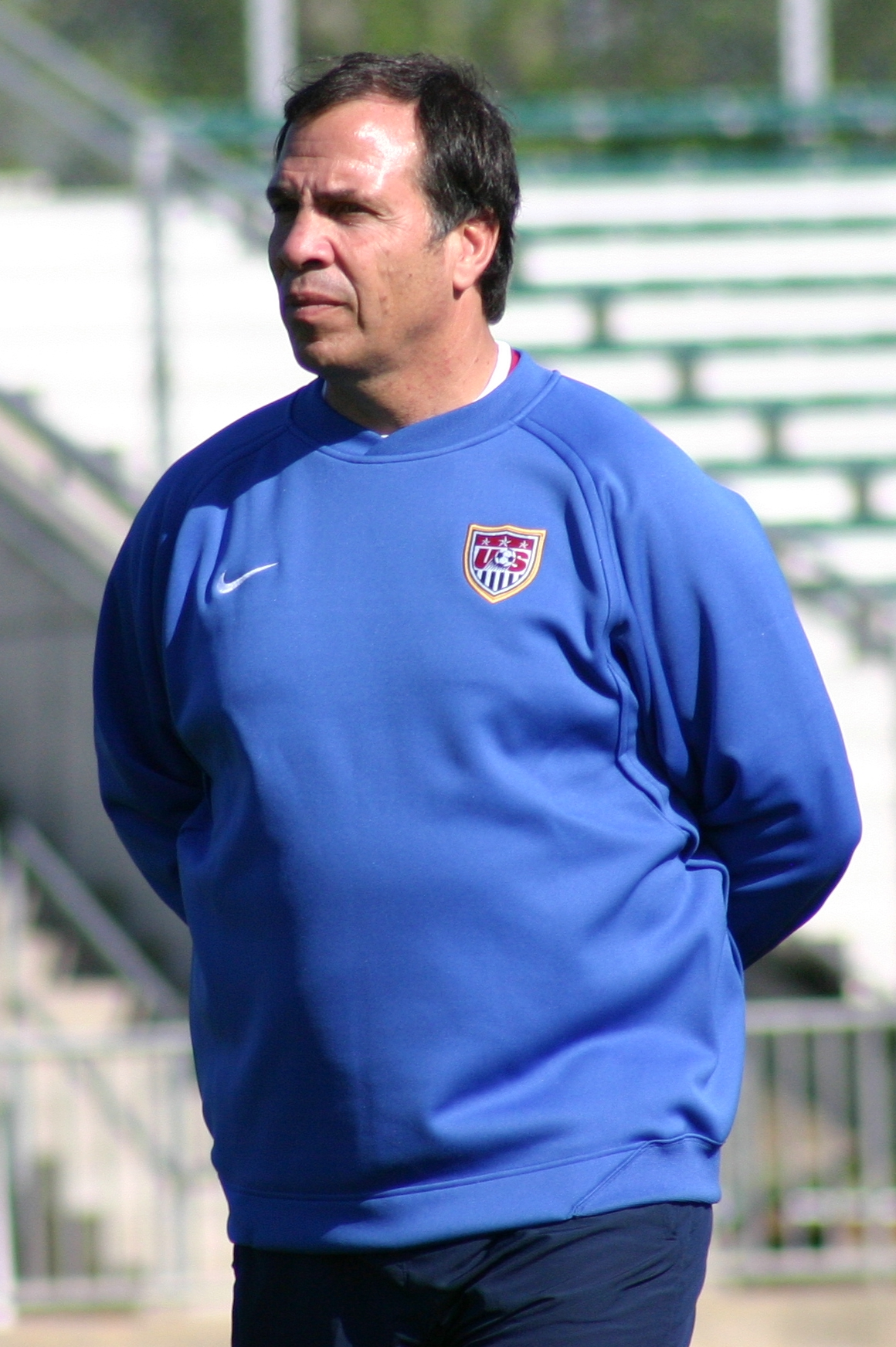
Bruce Arena, l'allenatore con il maggior numero di vittorie alla guida della nazionale statunitense, che ha guidato dal 1998 al 2006 e dal 2016 al 2017.

Qualificatisi per il campionato mondiale 2002, gli Stati Uniti si rivelarono la sorpresa del torneo, sconfiggendo nella fase a gruppi il Portogallo (3-2) e pareggiando contro i padroni di casa della Corea del Sud (1-1). La sconfitta contro la già eliminata Polonia, per 3-1, fu ininfluente ai fini della qualificazione al turno successivo. Agli ottavi di finale gli USA incontrarono i rivali continentali del Messico per la prima volta in un mondiale e vinsero la partita per 2-0. Brian McBride aprì le marcature e Landon Donovan segnò il secondo gol. Quella vittoria portò la squadra ai quarti di finale, dove la compagine a stelle e strisce fu eliminata in modo controverso dalla Germania futura finalista (1-0).
Anche se l'ombra della nazionale femminile non scomparve del tutto, la nazionale maschile statunitense si dimostrò dunque compagine altamente competitiva, spesso in grado di giocare alla pari o sconfiggere le nazionali più titolate al mondo. Negli anni 2000 il calcio statunitense si rese famoso per aver lanciato a livello internazionale molti portieri. Tre portieri statunitensi iniziarono la stagione 2003-2004 della Premier League. Due di loro (Brad Friedel nel 2002-2003 e Tim Howard nel 2003-2004) vinsero il premio di Portiere dell'anno, assegnato in base ai voti degli stessi calciatori.
In virtù dei risultati positivi, nel primo decennio degli anni 2000 la nazionale statunitense entrò costantemente nella top 15 della graduatoria mondiale della FIFA, stilata mensilmente. Il miglior piazzamento di sempre nella classifica resta il 4º posto, ottenuto per la prima volta nell'aprile 2006. Molti calciatori statunitensi proseguirono con successo la propria carriera nei campionati europei. Anche le nazionali giovanili statunitensi seppero affermarsi, come dimostrò la vittoria della Milk Cup 2005 ottenuta dalla rappresentativa Under-18. Sotto la guida di Arena la nazionale vinse la CONCACAF Gold Cup nel 2002 (2-0 in finale alla Costa Rica) e nel 2005 (3-1 ai tiri di rigore nella finale contro Panama dopo lo 0-0 dei tempi supplementari) e nel 2003 si piazzò seconda nel torneo, fermata dal Brasile in semifinale (2-1 dopo i tempi supplementari).
Qualificatasi per il suo ottavo mondiale, quello di Germania 2006, dopo aver battuto il Messico per 2-0 a Columbus, gli USA furono inseriti nel girone E con Italia, Ghana e Rep. Ceca. Furono eliminati al primo turno in quanto ultimi classificati (sconfitte per 3-0 contro la Repubblica Ceca e per 2-1 contro il Ghana, inframmezzate dal bel pareggio per 1-1 contro l'Italia, poi campione del mondo). Dopo il mondiale del 2006 si ritirò Claudio Reyna, uno dei giocatori statunitensi più forti e rappresentativi di sempre, con all'attivo 112 presenze e 8 gol in nazionale.
Dopo il fallimento della nazionale al mondiale tedesco, fu annunciato che il contratto della federcalcio statunitense con Bruce Arena, CT più vincente nella storia della nazionale, non sarebbe stato rinnovato alla sua scadenza naturale, prevista per la fine del 2006. L'allenatore lasciò dunque la squadra con alcuni record, come le 75 vittorie ottenute dal 1998 al 2006 (più di ogni altro CT degli USA) e ottimi piazzamenti nel ranking FIFA.
Arena fu sostituito in panchina dall'amico e assistente Bob Bradley, nominato CT ad interim l'8 dicembre 2006. Dopo una serie di vittoriose amichevoli (tra cui una vinta per 2-0 contro il Messico), il 15 maggio 2007 la federazione decise di dare a Bradley il ruolo di CT in via definitiva. Nel giugno seguente la nazionale statunitense si aggiudicò in casa la Gold Cup 2007, battendo in finale il Messico per 2-1 al Soldier Field di Chicago (seconda vittoria contro i rivali messicani in quattro mesi) e laureandosi così campione continentale per la quarta volta. A conferma dei progressi compiuti dalla nazionale statunitense ci fu anche il bel risultato al mondiale Under-20 2007 in Canada, dove gli statunitensi batterono il Brasile e l'Uruguay e uscirono poi sconfitti nei quarti di finale dopo i tempi supplementari contro l'Austria. Alla Coppa America 2007, dove mandò una squadra composta per lo più da giovani calciatori militanti nella MLS, la nazionale statunitense perse tutte e tre le partite della fase a gironi, contro Argentina, Paraguay e Colombia. Nel primo anno di gestione Bradley ottenne 12 vittorie e un pareggio e subì 5 sconfitte, rimanendo imbattuto per 10 partite consecutive nell'arco di 10 mesi.
Alle Olimpiadi di Pechino 2008 la nazionale statunitense uscì al primo turno dopo aver vinto 1-0 con il Giappone, pareggiato 2-2 con l'Olanda e perso 1-2 con la Nigeria, poi finalista.

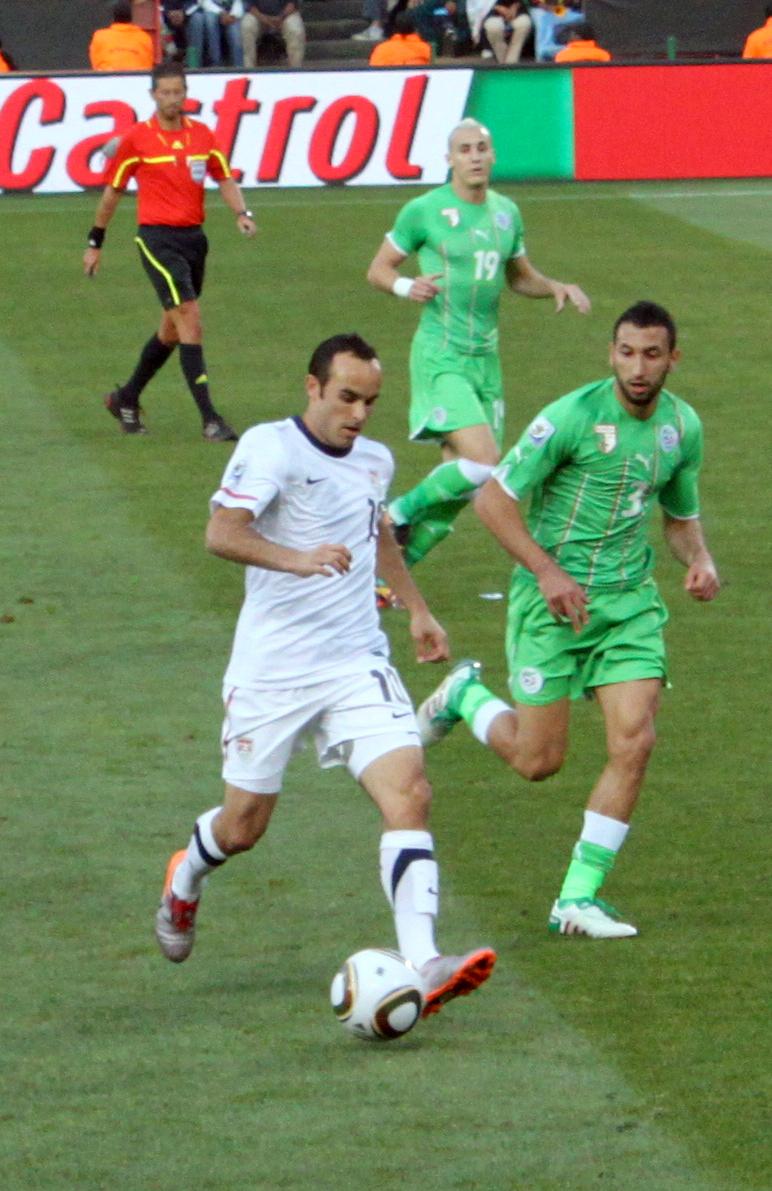
Landon Donovan a Sudafrica 2010

Avendo vinto la Gold Cup 2007, gli Stati Uniti parteciparono in Sudafrica alla Confederations Cup 2009. Pur avendo perso le prime due partite del girone contro Italia e Brasile, riuscirono nell'impresa di qualificarsi alla semifinale vincendo per 3-0 contro l'Egitto. A parità di punti e differenza reti con gli italiani (anche l'Egitto chiuse il girone con 3 punti, dopo aver sorprendentemente battuto l'Italia per 1-0) gli statunitensi, anche se sconfitti nel confronto diretto, prevalsero per il maggior numero di gol segnati (4 contro 3). Dopo aver battuto a sorpresa la Spagna campione d'Europa per 2-0 in semifinale (prima sconfitta per gli spagnoli dopo 35 partite di fila da imbattuti e dopo 15 vittorie di fila), sfiorarono l'impresa nella sfida decisiva contro il Brasile, terminando il primo tempo in vantaggio di due gol (2-0), prima di essere raggiunti e superati (3-2) dai campioni uscenti nei minuti finali.
Poche settimane più tardi gli Stati Uniti raggiunsero la finale della Gold Cup 2009, ma furono malamente sconfitti per 5-0 dal Messico.

### Gli anni 2010

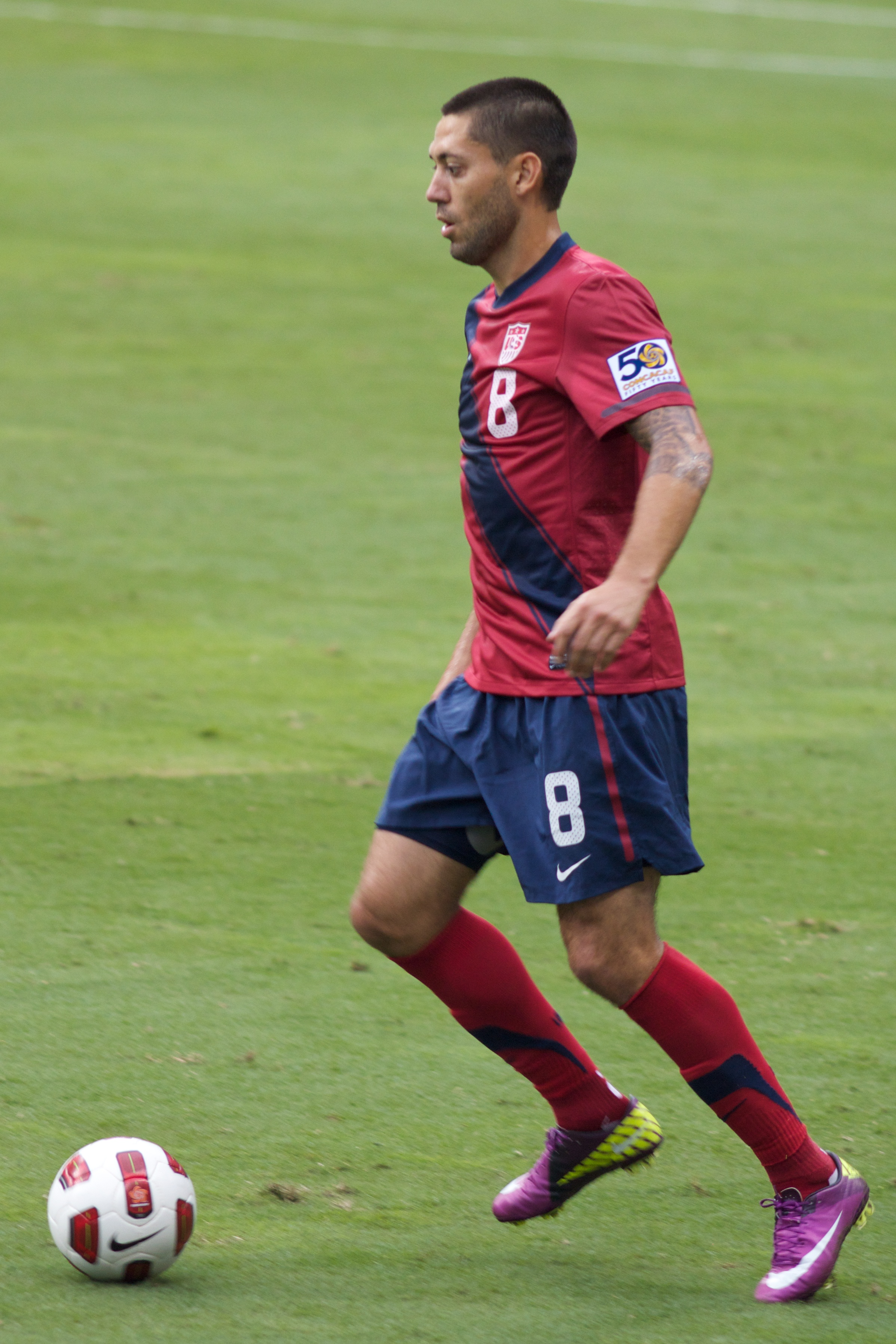
Clint Dempsey durante una partita di Gold Cup nel luglio 2011

Al mondiale sudafricano 2010 gli USA, qualificati alla fase finale come primi classificati del girone conclusivo della zona CONCACAF, furono inseriti nel girone C con Inghilterra, Slovenia e Algeria. La squadra esordì pareggiando per 1-1 contro gli inglesi, per poi fermare sul 2-2 gli slavi: la formazione rimontò due gol di scarto e recriminò per una terza rete ingiustamente annullata. Nell'ultima partita del gruppo, contro gli africani, dopo aver rischiato l'eliminazione, gli USA, grazie al gol di Landon Donovan nel recupero, ottennero la vittoria e la qualificazione agli ottavi come primi classificati. Fu il Ghana ad avere la meglio in questo turno, imponendosi per 2-1 dopo i tempi supplementari.
Nell'estate 2011 seguente, la nazionale statunitense fu impegnata nella Gold Cup. Superò la fase a gironi grazie alle vittorie con Guadalupa e Canada, nonostante la sconfitta contro Panama per 2-1. Ai quarti di finale sconfisse la Giamaica per 2-0 e in semifinale vendicò la sconfitta subita nei gironi contro Panama, vincendo per 1-0 e raggiungendo la quarta finale consecutiva di Gold Cup. Qui incontrò nuovamente il Messico dopo la finale del 2009. Gli Stati Uniti furono sconfitti di nuovo dai rivali messicani per 4-2, in rimonta. Dopo il torneo Bob Bradley fu esonerato e sostituito, il 29 luglio 2011, dal tedesco Jürgen Klinsmann.
Nella prima amichevole del 2012 gli Stati Uniti vinsero di misura contro l'Italia. L'operato dell'ex centravanti della Germania non fu esente da critiche, con appunti mossi in particolare ai suoi metodi di allenamento. Nonostante le polemiche, il primo biennio in panchina si concluse con il sorriso: la squadra vinse infatti la Gold Cup 2013 piegando in finale Panama. A settembre la formazione statunitense si qualificò inoltre per il mondiale brasiliano del 2014.
Al debutto nel torneo brasiliano gli statunitensi vendicarono la sconfitta del 2010 contro il Ghana vincendo per 2-1 contro gli africani. Il successivo pareggio con il Portogallo (2-2) e la sconfitta con la Germania (1-0) permisero di accedere agli ottavi, con il secondo posto in classifica. Come già capitato in Sudafrica, agli States risultarono fatali i tempi supplementari: il Belgio si impose infatti per 2-1, eliminando gli uomini di Klinsmann-
La Gold Cup 2015 si tradusse in un'ulteriore delusione per la squadra che, eliminata dalla Giamaica in semifinale, perse ai tiri di rigore contro Panama la sfida per il bronzo. Per gli USA fu il peggiore piazzamento nel torneo continentale dal 2000 e la prima eliminazione prima della finale dal 2003.
Nell'autunno 2015, per effetto delle nuove norme approvate dalla FIFA, gli statunitensi sostennero uno spareggio con il Messico per decidere la rappresentante CONCACAF alla Confederations Cup 2017: le due rivali si erano infatti aggiudicate le ultime due edizioni del torneo confederale. La vittoria per 3-2 nei supplementari al Rose Bowl di Pasadena dette alla Tricolor l'accesso alla manifestazione.
Nel giugno 2016 il paese ospitò l'edizione del centenario della Copa América, dove gli USA si classificarono al quarto posto. Dopo aver perso all'esordio contro la Colombia, vinsero infatti le due successive partite contro Costa Rica (4-0) e Paraguay (1-0) e si qualificarono come primi classificati nel girone grazie ad una migliore differenza reti rispetto alla Colombia (pur avendo perso lo scontro diretto con i sudamericani). Nei quarti di finale sconfissero per 2-1 ed eliminarono l'Ecuador (2-1), ma poi persero malamente la semifinale contro l'Argentina (4-0). Si piazzarono quarti dopo essere stati battuti ancora dai colombiani (1-0) nella finale per il terzo posto. Per gli USA il quarto posto rappresentò il miglior piazzamento in Coppa America dal 1995.
Il 21 novembre 2016 Klinsmann fu esonerato per via del rendimento deficitario della squadra nelle eliminatorie del mondiale 2018. Nel quinto turno delle qualificazioni al mondiale di Russia, anche noto come Hexagonal, gli Stati Uniti rimediarono infatti due sconfitte, in casa contro il Messico (1-2) e in trasferta contro la Costa Rica (4-0), nelle prime due giornate. Il 21 novembre Klinsmann fu esonerato e sostituito l'indomani dal rientrante Bruce Arena, di nuovo alla guida della nazionale a stelle e strisce dopo dieci anni.
Nell'estate 2017 gli USA riportarono il sesto successo in Gold Cup, sconfiggendo in finale la Giamaica per 2-1.
Gli Stati Uniti mancarono poi clamorosamente la qualificazione al mondiale di Russia 2018. Sulla loro classifica pesò infatti, in maniera decisiva, la sconfitta con Trinidad e Tobago. All'ultima giornata delle qualificazioni CONCACAF alla fase finale del mondiale, l'11 ottobre 2017, la squadra statunitense si presentò a quota 12 punti in classifica, con due punti di vantaggio e migliore differenza reti su Panama e Honduras, appaiate a 10 punti. Ciò significava che anche in caso di sconfitta gli USA sarebbero stati eliminati solo in caso di vittoria delle due centramericane. La sconfitta per 2-1 contro i caraibici, unita alle vittorie di honduregni e panamensi, volle dire quinto posto per un punto (alle spalle di Panama e Honduras) e lasciò fuori gli Stati Uniti dalla fase finale di un mondiale dopo 31 anni. A seguito della mancata qualificazione alla fase finale del mondiale, due giorni dopo Bruce Arena si dimise da CT.
Il ruolo di commissario tecnico fu poi affidato ad interim a Dave Sarachan, rimasto in carica per poco più di un anno, con un bilancio di 3 vittorie, 4 pareggi e 5 sconfitte. Il 2 dicembre 2018 la panchina passò al CT Gregg Berhalter, con cui nel luglio seguente la squadra raggiunse la finale della Gold Cup 2019, dove fu sconfitta di misura (1-0) dal Messico.

### Gli anni 2020
La CONCACAF Nations League 2019-2020 vide gli Stati Uniti ammessi alla Lega A, avendo partecipato all'esagonale delle qualificazioni al campionato del mondo 2018. Vinto il girone davanti a Canada e Cuba, nel giugno 2021 la nazionale statunitense sconfisse per 1-0 l'Honduras in finale, accedendo alla finale contro il Messico. Battendo per 3-2 gli storici rivali dopo i tempi supplementari, si aggiudicò l'edizione inaugurale del trofeo.
Berhalter guidò poi gli Stati Uniti alla vittoria della Gold Cup 2021, ottenuta con una squadra composta largamente da riserve, che batterono in finale il Messico per 1-0 dopo i tempi supplementari. Ottenuta la qualificazione al campionato del mondo 2022 grazie al terzo posto nel girone conclusivo delle eliminatorie, composto da otto squadre, nella fase finale del torneo, in Qatar, la selezione statunitense superò il girone come seconda classificata, dopo i pareggi contro Galles (1-1) e Inghilterra (0-0) e la vittoria contro l'Iran (1-0), per poi essere eliminata agli ottavi di finale dai Paesi Bassi (1-3).
Nella CONCACAF Nations League 2022-2023 la squadra ottenne nuovamente il successo: vinto facilmente il girone con El Salvador e Grenada, gli Stati Uniti eliminarono in semifinale il Messico (3-0), poi si imposero per 2-0 nella finale dell'Allegiant Stadium di Paradise contro il Canada (2-0). Eliminata nelle semifinali della Gold Cup 2023, a causa della sconfitta ai rigori contro Panama, la nazionale statunitense rivinse la CONCACAF Nations League nel 2023-2024. Ammessa direttamente ai quarti di finale poiché figurava tra le quattro squadre migliori nel ranking, per via dell'ampliamento delle squadre nella competizione rispetto all'edizione precedente, ai quarti di finale eliminò Trinidad e Tobago con un complessivo 4-2 tra andata e ritorno e in semifinale eliminò la Giamaica, sconfitta per 3-1 ai tempi supplementari (dopo aver pareggiato in extremis al 96º minuto di gioco). Nella finale giocata al AT&T Stadium di Arlington gli Stati Uniti batterono il Messico con il risultato di 2-0 e vinsero il trofeo per la terza volta consecutiva.
Deludente fu la partecipazione alla Coppa America 2024, da cui gli Stati Uniti, padroni di casa, furono eliminati al termine della fase a gironi, avendo vinto all'esordio contro la Bolivia (2-0) e perso contro Panama (1-2) e Uruguay (1-0). 
Si aprì dunque la gestione del commissario tecnico argentino Mauricio Pochettino, che esordì nella CONCACAF Nations League 2024-2025, dove gli Stati Uniti, dopo aver eliminato ai quarti di finale la Giamaica (5-2 tra andata e ritorno), furono estromessi in semifinale da Panama (1-0). La successiva partecipazione alla Gold Cup 2025 si risolse in un secondo posto finale, con gli USA che, dopo aver conseguito tre vittorie in tre partite nel girone, eliminarono la Costa Rica ai tiri di rigore (2-2 dopo i tempi regolamentari, 4-3 dal dischetto) e il Guatemala (2-1) ai quarti, persero la finale contro Messico (2-1).

## Colori e simboli
Sin dalla sua prima partita non ufficiale contro il Canada, la nazionale statunitense ha indossato frequentemente come prima tenuta una maglia bianca con calzoncini blu e calzettoni bianchi. Nel 1950 appare una banda diagonale rossa che parte dalla spalla destra e attraversa tutta la maglia. La banda viene ripresa nella terza maglia del 2003, 2004 e 2006, e inoltre nella prima, seconda e terza maglia del 2010, di colorazioni differenti. Adidas è stato il fornitore tecnico dal 1985 al 1994. Dal 1995 le maglie della nazionale vengono fornite dall'azienda statunitense Nike.

### Divise storiche

#### Casa
| 1930 | 1950 | 1990 | 1991-1994 | 1994 | 1995-1998 | 1998-2000 | 2000-2002 |  |

| 2002-2003 | 2004-2006 | 2006-2008 | 2008-2010 | 2010-2012 | 2012-2013 | 2013 | 2014-2015 |

| 2016-2017 | Gold Cup 2017 | 2018 |

#### Trasferta
| 1990 | 1991-1994 | 1994 | 1995-1998 | 1998-2000 | 2000-2002 |  |

| 2002-2003 | 2004-2006 | 2006-2008 | 2008-2010 | 2010-2012 | 2011-2012 (terza) |

| 2012-2013 | 2014-2015 |  | 2015-2016 | 2016-2017 | 2017 (terza) | 2018 |  |

## Commissari tecnici
La nazionale statunitense è stata guidata da 38 commissari tecnici. Il primo fu Thomas Cahill, che la guidò dal 1916 al 1924. Bruce Arena è l'allenatore che vanta ancor oggi il maggior numero di vittorie nella storia della nazionale.
Questa è la lista completa dei commissari tecnici che si sono succeduti alla guida della nazionale statunitense dal 1916 a oggi.
Bilancio aggiornato al 2 luglio 2024.
| Allenatore            | Periodo              | G   | V  | N  | P  | % V    | RF  | RS  | DR  | media RF | media RS | Partecipaz. ai mondiali | CONCACAF Gold Cup | CONCACAF Nations League |
| --------------------- | -------------------- | --- | -- | -- | -- | ------ | --- | --- | --- | -------- | -------- | ----------------------- | ----------------- | ----------------------- |
| Gregg Berhalter       | 2018-2022, 2023-2024 | 74  | 44 | 13 | 17 | 69.7%  | 144 | 56  | +87 | 1.95     | 0.76     | 2022                    | 2019, 2021        | 2019-2020, 2023-2024    |
| B. J. Callaghan       | 2023                 | 7   | 4  | 3  | 0  | 78.57% | 21  | 4   | +17 | 3.00     | 0.57     |                         |                   | 2022-2023               |
| Anthony Hudson        | 2023                 | 5   | 2  | 2  | 1  | 60.00% | 10  | 4   | +6  | 2.00     | 1.00     |                         |                   |                         |
| Dave Sarachan         | 2017-2018            | 12  | 3  | 4  | 5  | 41.67% | 11  | 15  | -4  | 0.92     | 1.25     |                         |                   |                         |
| Bruce Arena           | 1998-2006, 2016-2017 | 148 | 81 | 35 | 32 | 66.55% | 243 | 111 | 132 | 1.64     | 0.75     | 2002, 2006              | 2002, 2005, 2017  |                         |
| Jürgen Klinsmann      | 2011-2016            | 98  | 55 | 16 | 27 | 64.29% | 178 | 109 | 69  | 1.82     | 1.11     | 2014                    | 2013, 2015        |                         |
| Bob Bradley           | 2006-2011            | 80  | 43 | 12 | 25 | 61.25% | 134 | 97  | 37  | 1.68     | 1.21     | 2010                    | 2007              |                         |
| Steve Sampson         | 1995-1998            | 62  | 26 | 14 | 22 | 53.23% | 83  | 69  | 14  | 1.34     | 1.11     | 1998                    |                   |                         |
| Bora Milutinović      | 1991-1995            | 96  | 30 | 31 | 35 | 47.40% | 116 | 110 | 6   | 1.21     | 1.15     | 1994                    | 1991              |                         |
| John Kowalski         | 1991                 | 2   | 1  | 1  | 0  | 75.00% | 4   | 2   | 2   | 2.00     | 1.00     |                         |                   |                         |
| Bob Gansler           | 1982, 1989-1991      | 37  | 15 | 6  | 16 | 48.65% | 43  | 41  | 2   | 1.16     | 1.11     | 1990                    |                   |                         |
| Lothar Osiander       | 1986-1988            | 18  | 4  | 5  | 9  | 36.11% | 12  | 21  | -9  | 0.67     | 1.17     |                         |                   |                         |
| Alkis Panagoulias     | 1983-1985            | 18  | 6  | 7  | 5  | 52.78% | 19  | 21  | -2  | 1.06     | 1.17     |                         |                   |                         |
| Walt Chyzowych        | 1976-1980            | 32  | 8  | 10 | 14 | 40.63% | 26  | 50  | -24 | 0.81     | 1.56     |                         |                   |                         |
| Manfred Schellscheidt | 1975                 | 3   | 0  | 0  | 3  | 0.00%  | 1   | 11  | -10 | 0.33     | 3.67     |                         |                   |                         |
| Al Miller             | 1975                 | 2   | 0  | 0  | 2  | 0.00%  | 0   | 11  | -11 | 0.00     | 5.50     |                         |                   |                         |
| Dettmar Cramer        | 1974                 | 2   | 0  | 0  | 2  | 0.00%  | 1   | 4   | -3  | 0.50     | 2.00     |                         |                   |                         |
| Gordon Bradley        | 1973                 | 5   | 0  | 0  | 5  | 0.00%  | 1   | 9   | -8  | 0.20     | 1.80     |                         |                   |                         |
| Gene Chyzowych        | 1973                 | 5   | 3  | 0  | 2  | 60.00% | 4   | 5   | -1  | 0.80     | 1.80     |                         |                   |                         |
| Max Wozniak           | 1973                 | 2   | 0  | 0  | 2  | 00.00% | 0   | 8   | -8  | 0.00     | 4.00     |                         |                   |                         |
| Bob Kehoe             | 1971-1972            | 4   | 0  | 1  | 3  | 12.50% | 6   | 10  | -4  | 1.50     | 2.50     |                         |                   |                         |
| Gordon Jago           | 1969                 | 2   | 0  | 0  | 2  | 0.00%  | 0   | 3   | -3  | 0.00     | 1.50     |                         |                   |                         |
| Phil Woosnam          | 1968                 | 9   | 4  | 1  | 4  | 50.00% | 22  | 22  | 0   | 2.44     | 2.44     |                         |                   |                         |
| John Herberger        | 1964                 | 1   | 0  | 0  | 1  | 0.00%  | 0   | 10  | -10 | 0.00     | 10.00    |                         |                   |                         |
| Jim Reed              | 1959-1961            | 4   | 0  | 1  | 3  | 12.50% | 4   | 16  | -12 | 1.00     | 4.00     |                         |                   |                         |
| George Meyer          | 1957, 1965           | 8   | 1  | 2  | 5  | 25.00% | 9   | 26  | -17 | 1.13     | 3.25     |                         |                   |                         |
| Jimmy Mills           | 1956                 | 1   | 0  | 0  | 1  | 0.00%  | 1   | 9   | -8  | 1.00     | 9.00     |                         |                   |                         |
| Ernő Schwarz          | 1953-1955            | 6   | 2  | 0  | 4  | 33.33% | 12  | 18  | -6  | 2.00     | 3.00     |                         |                   |                         |
| John Wood             | 1952                 | 2   | 0  | 0  | 2  | 0.00%  | 0   | 14  | -14 | 0.00     | 7.00     |                         |                   |                         |
| William Jeffrey       | 1949-1952            | 3   | 1  | 0  | 2  | 33.33% | 4   | 8   | -4  | 1.33     | 2.67     | 1950                    |                   |                         |
| Walter Giesler        | 1948-1949            | 8   | 1  | 1  | 6  | 18.75% | 8   | 44  | -36 | 1.00     | 5.50     |                         |                   |                         |
| Andrew Brown          | 1947                 | 2   | 0  | 0  | 2  | 0.00%  | 2   | 10  | -8  | 1.00     | 5.00     |                         |                   |                         |
| Bill Lloyd            | 1937                 | 3   | 0  | 0  | 3  | 0.00%  | 6   | 19  | -13 | 2.00     | 6.33     |                         |                   |                         |
| Elmer Schroeder       | 1936                 | 1   | 0  | 0  | 1  | 0.00%  | 0   | 1   | -1  | 0.00     | 1.00     |                         |                   |                         |
| David Gould           | 1934                 | 2   | 1  | 0  | 1  | 50.00% | 5   | 9   | -4  | 2.50     | 4.50     | 1934                    |                   |                         |
| Bob Millar            | 1929-1933            | 4   | 2  | 0  | 2  | 50.00% | 10  | 10  | 0   | 2.50     | 2.50     | 1930                    |                   |                         |
| George Burford        | 1924, 1928           | 6   | 2  | 1  | 3  | 41.67% | 10  | 22  | -12 | 1.67     | 3.67     |                         |                   |                         |
| Nat Agar              | 1925-1926            | 3   | 2  | 0  | 1  | 66.67% | 12  | 4   | 8   | 4.00     | 1.33     |                         |                   |                         |
| Thomas Cahill         | 1916                 | 2   | 1  | 1  | 0  | 75.00% | 4   | 3   | 1   | 2.00     | 1.50     |                         |                   |                         |

Fonti: 

USMNT All-Time Scores - SoccerOverThere.com.

USA national football team 

## Confronti con le altre nazionali
Questi sono i saldi degli Stati Uniti nei confronti delle nazionali con cui sono stati disputati almeno 10 incontri.
- Nota bene: come previsto dai regolamenti FIFA, le partite terminate ai rigori dopo i tempi supplementari sono considerate pareggi.

### Saldo positivo
| Nazionale         | G. | V. | Pa. | Pe. | Ultima vittoria  | Ultimo pareggio   | Ultima sconfitta |
| ----------------- | -- | -- | --- | --- | ---------------- | ----------------- | ---------------- |
| Messico           | 57 | 22 | 16  | 19  | 24 marzo 2024    | 19 aprile 2023    | 15 ottobre 2024  |
| Costa Rica        | 41 | 19 | 6   | 16  | 13 ottobre 2021  | 14 ottobre 2009   | 30 marzo 2022    |
| Giamaica          | 33 | 20 | 10  | 3   | 22 marzo 2024    | 25 giugno 2023    | 6 giugno 2019    |
| Canada            | 30 | 13 | 8   | 9   | 18 giugno 2023   | 9 luglio 2023     | 7 settembre 2024 |
| Trinidad e Tobago | 29 | 21 | 4   | 4   | 16 novembre 2023 | 17 novembre 2015  | 20 novembre 2023 |
| Panama            | 28 | 18 | 7   | 3   | 12 ottobre 2024  | 12 luglio 2023    | 27 giugno 2024   |
| Honduras          | 28 | 19 | 5   | 4   | 2 febbraio 2022  | 5 settembre 2017  | 6 febbraio 2013  |
| El Salvador       | 25 | 18 | 6   | 1   | 28 marzo 2023    | 14 giugno 2022    | 18 febbraio 1992 |
| Guatemala         | 24 | 16 | 6   | 2   | 29 marzo 2016    | 12 giugno 2012    | 25 marzo 2016    |
| Cuba              | 11 | 9  | 1   | 1   | 19 novembre 2019 | 14 settembre 1949 | 20 luglio 1947   |

### Saldo neutro
| Nazionale | G. | V. | Pa. | Pe. | Ultima vittoria | Ultimo pareggio | Ultima sconfitta |
| --------- | -- | -- | --- | --- | --------------- | --------------- | ---------------- |
| Polonia   | 17 | 7  | 3   | 7   | 26 marzo 2008   | 9 ottobre 2010  | 14 giugno 2002   |
| Ecuador   | 13 | 5  | 3   | 5   | 21 marzo 2019   | 10 ottobre 2014 | 11 ottobre 2011  |

### Saldo negativo
| Nazionale   | G. | V. | Pa. | Pe. | Ultima vittoria  | Ultimo pareggio  | Ultima sconfitta |
| ----------- | -- | -- | --- | --- | ---------------- | ---------------- | ---------------- |
| Brasile     | 20 | 1  | 1   | 18  | 10 febbraio 1998 | 12 giugno 2024   | 7 settembre 2018 |
| Colombia    | 20 | 2  | 5   | 13  | 9 marzo 2005     | 28 gennaio 2023  | 8 giugno 2024    |
| Italia      | 12 | 1  | 3   | 8   | 29 febbraio 2012 | 17 giugno 2006   | 20 novembre 2018 |
| Germania    | 12 | 4  | 0   | 8   | 10 giugno 2015   | -                | 14 ottobre 2023  |
| Inghilterra | 12 | 2  | 2   | 8   | 9 giugno 1993    | 25 novembre 2022 | 15 novembre 2018 |
| Cile        | 11 | 3  | 3   | 5   | 29 gennaio 2000  | 26 marzo 2019    | 28 gennaio 2015  |
| Danimarca   | 11 | 1  | 6   | 4   | 20 gennaio 2007  | 18 gennaio 2004  | 18 novembre 2009 |
| Argentina   | 10 | 2  | 2   | 6   | 13 giugno 1999   | 26 marzo 2011    | 22 giugno 2016   |

## Palmarès
- Gold Cup: 7

1991, 2002, 2005, 2007, 2013, 2017, 2021
- CONCACAF Nations League: 3  (record)

2019-2020, 2022-2023, 2023-2024

## Partecipazioni ai tornei internazionali
Legenda: Grassetto: Risultato migliore, Corsivo: Mancate partecipazioni

Per approfondire vai a Stati Uniti - Risultati Internazionali 1885-1979.
e Stati Uniti - Risultati Internazionali 1980-.

## Statistiche dettagliate sui tornei internazionali

### Mondiali
| Anno | Luogo                          | Piazzamento      | V | N | P | Gol |
| ---- | ------------------------------ | ---------------- | - | - | - | --- |
| 1930 | Uruguay                        | Terzo posto      | 2 | 0 | 1 | 7:6 |
| 1934 | Italia                         | Ottavi di finale | 0 | 0 | 1 | 1:7 |
| 1938 | Francia                        | Ritirata         | - | - | - | -   |
| 1950 | Brasile                        | Primo turno      | 1 | 0 | 2 | 4:8 |
| 1954 | Svizzera                       | Non qualificata  | - | - | - | -   |
| 1958 | Svezia                         | Non qualificata  | - | - | - | -   |
| 1962 | Cile                           | Non qualificata  | - | - | - | -   |
| 1966 | Inghilterra                    | Non qualificata  | - | - | - | -   |
| 1970 | Messico                        | Non qualificata  | - | - | - | -   |
| 1974 | Germania Ovest                 | Non qualificata  | - | - | - | -   |
| 1978 | Argentina                      | Non qualificata  | - | - | - | -   |
| 1982 | Spagna                         | Non qualificata  | - | - | - | -   |
| 1986 | Messico                        | Non qualificata  | - | - | - | -   |
| 1990 | Italia                         | Primo turno      | 0 | 0 | 3 | 2:8 |
| 1994 | Stati Uniti                    | Ottavi di finale | 1 | 1 | 2 | 3:4 |
| 1998 | Francia                        | Primo turno      | 0 | 0 | 3 | 1:5 |
| 2002 | Corea del Sud / Giappone       | Quarti di finale | 2 | 1 | 2 | 7:7 |
| 2006 | Germania                       | Primo turno      | 0 | 1 | 2 | 2:6 |
| 2010 | Sudafrica                      | Ottavi di finale | 1 | 2 | 1 | 5:5 |
| 2014 | Brasile                        | Ottavi di finale | 1 | 1 | 2 | 5:6 |
| 2018 | Russia                         | Non qualificata  | - | - | - | -   |
| 2022 | Qatar                          | Ottavi di finale | 1 | 2 | 1 | 3:4 |
| 2026 | Canada / Stati Uniti / Messico | Paese ospitante  |   |   |   |     |

### Gold Cup
| Anno | Luogo                               | Piazzamento      | V | N | P | Gol  |
| ---- | ----------------------------------- | ---------------- | - | - | - | ---- |
| 1991 | Stati Uniti                         | Campione         | 4 | 1 | 0 | 10:3 |
| 1993 | Stati Uniti / Messico               | Secondo posto    | 4 | 0 | 1 | 5:5  |
| 1996 | Stati Uniti                         | Terzo posto      | 3 | 0 | 1 | 8:3  |
| 1998 | Stati Uniti                         | Secondo posto    | 3 | 0 | 1 | 6:2  |
| 2000 | Stati Uniti                         | Quarti di finale | 2 | 1 | 0 | 6:2  |
| 2002 | Stati Uniti                         | Campione         | 4 | 1 | 0 | 9:1  |
| 2003 | Stati Uniti / Messico               | Terzo posto      | 4 | 0 | 1 | 13:4 |
| 2005 | Stati Uniti                         | Campione         | 4 | 2 | 0 | 11:3 |
| 2007 | Stati Uniti                         | Campione         | 6 | 0 | 0 | 13:3 |
| 2009 | Stati Uniti                         | Secondo posto    | 4 | 1 | 1 | 12:8 |
| 2011 | Stati Uniti                         | Secondo posto    | 4 | 0 | 2 | 9:6  |
| 2013 | Stati Uniti                         | Campione         | 6 | 0 | 0 | 20:4 |
| 2015 | Stati Uniti / Canada                | Quarto posto     | 3 | 2 | 1 | 11:4 |
| 2017 | Stati Uniti                         | Campione         | 5 | 1 | 0 | 13:4 |
| 2019 | Stati Uniti / Costa Rica / Giamaica | Secondo posto    | 5 | 0 | 1 | 15:2 |
| 2021 | Stati Uniti                         | Campione         | 6 | 0 | 0 | 11:1 |
| 2023 | Stati Uniti / Canada                | Semifinale       | 2 | 3 | 0 | 16:4 |
| 2025 | Stati Uniti / Canada                | Secondo posto    | 4 | 1 | 1 | 12:4 |

### Confederations Cup
| Anno | Luogo                    | Piazzamento     | V | N | P | Gol |
| ---- | ------------------------ | --------------- | - | - | - | --- |
| 1992 | Arabia Saudita           | Terzo posto     | 1 | 0 | 1 | 5:5 |
| 1995 | Arabia Saudita           | Non qualificata | - | - | - | -   |
| 1997 | Arabia Saudita           | Non qualificata | - | - | - | -   |
| 1999 | Messico                  | Terzo posto     | 3 | 0 | 2 | 5:3 |
| 2001 | Corea del Sud / Giappone | Non qualificata | - | - | - | -   |
| 2003 | Francia                  | Primo turno     | 0 | 1 | 2 | 1:3 |
| 2005 | Germania                 | Non qualificata | - | - | - | -   |
| 2009 | Sudafrica                | Secondo posto   | 2 | 0 | 3 | 8:9 |
| 2013 | Brasile                  | Non qualificata | - | - | - | -   |
| 2017 | Russia                   | Non qualificata | - | - | - | -   |

### Giochi olimpici
| Anno | Luogo     | Piazzamento      | V | N | P | Gol  |
| ---- | --------- | ---------------- | - | - | - | ---- |
| 1920 | Anversa   | Non partecipante | - | - | - | -    |
| 1924 | Parigi    | Ottavi di finale | 1 | 0 | 1 | 1:3  |
| 1928 | Amsterdam | Ottavi di finale | 0 | 0 | 1 | 2:11 |
| 1936 | Berlino   | Ottavi di finale | 0 | 0 | 1 | 0:1  |
| 1948 | Londra    | Ottavi di finale | 0 | 0 | 1 | 0:9  |

NOTA: per le informazioni sui risultati ai Giochi Olimpici nelle edizioni successive al 1948 visionare la pagina della Nazionale olimpica.

### Copa América
| Anno | Luogo       | Piazzamento  | V | N | P | Gol |
| ---- | ----------- | ------------ | - | - | - | --- |
| 1993 | Ecuador     | Primo turno  | 0 | 1 | 2 | 3:6 |
| 1995 | Uruguay     | Quarto posto | 2 | 1 | 3 | 6:7 |
| 2007 | Venezuela   | Primo turno  | 0 | 0 | 3 | 2:8 |
| 2016 | Stati Uniti | Quarto posto | 3 | 0 | 3 | 7:8 |
| 2024 | Stati Uniti | Primo turno  | 1 | 0 | 2 | 3:3 |

## Tutte le rose

### Mondiali
Coppa del Mondo FIFA 1930P Douglas, D Gallagher, D Gentle, D Moorhouse, D Tracey, D Vaughn, D Wood, C Auld, C Brown, C Gonsalves, C Oliver, C Slone, A Bookie, A Florie, A McGhee, A Patenaude, CT: Millar
Coppa del Mondo FIFA 1934P Hjulian, D Czerkiewicz, D Harker, D Moorhouse, D Rapp, C Amrhein, C Fiedler, C Florie, C Gallagher, C Gonsalves, C Lehman, C Lynch, C Pietras, A Dick, A Donelli, A Martinelli, A McLean, A Nilsen, A Ryan, CT: Gould
Coppa del Mondo FIFA 1950P Borghi, P Gardassanich, D Annis, D Coombes, D Keough, D Maca, C Bahr, C Colombo, C McIlvenny, A Craddock, A DiOrio, A Gaetjens, A Pariani, A E. Souza, A J. Souza, A Wallace, A Wolanin, CT: Jeffrey
Coppa del Mondo FIFA 19901 Meola, 2 Trittschuh, 3 Doyle, 4 Banks, 5 Windischmann, 6 Harkes, 7 Ramos, 8 Bliss, 9 Sullivan, 10 Vermes, 11 Wynalda, 12 Krumpe, 13 Eichmann, 14 Stollmeyer, 15 Armstrong, 16 Murray, 17 Balboa, 18 Keller, 19 Henderson, 20 Caligiuri, 21 Covone, 22 Vanole, CT: Gansler
Coppa del Mondo FIFA 19941 Meola, 2 Lapper, 3 Burns, 4 Kooiman, 5 Dooley, 6 Harkes, 7 Pérez, 8 Stewart, 9 Ramos, 10 Wegerle, 11 Wynalda, 12 Sommer, 13 Jones, 14 Klopas, 15 Moore, 16 Sorber, 17 Balboa, 18 Friedel, 19 Reyna, 20 Caligiuri, 21 Clavijo, 22 Lalas, CT: Milutinović
Coppa del Mondo FIFA 19981 Friedel, 2 Hejduk, 3 Pope, 4 Burns, 5 Dooley, 6 Regis, 7 Wegerle, 8 Stewart, 9 Moore, 10 Ramos, 11 Wynalda, 12 Agoos, 13 Jones, 14 Preki, 15 Deering, 16 Sommer, 17 Balboa, 18 Keller, 19 Maisonneuve, 20 McBride, 21 Reyna, 22 Lalas, CT: Sampson
Coppa del Mondo FIFA 20021 Friedel, 2 Hejduk, 3 Berhalter, 4 Mastroeni, 5 O'Brien, 6 Regis, 7 Lewis, 8 Stewart, 9 Moore, 10 Reyna, 11 Mathis, 12 Agoos, 13 Jones, 14 Cherundolo, 15 Wolff, 16 Llamosa, 17 Beasley, 18 Keller, 19 Meola, 20 McBride, 21 Donovan, 22 Sanneh, 23 Pope, CT: Arena
Coppa del Mondo FIFA 20061 Howard, 2 Albright, 3 Bocanegra, 4 Mastroeni, 5 O'Brien, 6 Cherundolo, 7 Lewis, 8 Dempsey, 9 Johnson, 10 Reyna, 11 Ching, 12 Berhalter, 13 Conrad, 14 Olsen, 15 Convey, 16 Wolff, 17 Beasley, 18 Keller, 19 Hahnemann, 20 McBride, 21 Donovan, 22 Onyewu, 23 Pope, CT: Arena
Coppa del Mondo FIFA 20101 Howard, 2 Spector, 3 Bocanegra, 4 M. Bradley, 5 Onyewu, 6 Cherundolo, 7 Beasley, 8 Dempsey, 9 Gómez, 10 Donovan, 11 Holden, 12 Bornstein, 13 Clark, 14 Buddle, 15 DeMerit, 16 Torres, 17 Altidore, 18 Guzan, 19 Edu, 20 Findley, 21 Goodson, 22 Feilhaber, 23 Hahnemann, CT: B. Bradley
Coppa del Mondo FIFA 20141 Howard, 2 Yedlin, 3 Gonzalez, 4 Bradley, 5 Besler, 6 Brooks, 7 Beasley, 8 Dempsey, 9 Jóhannsson, 10 Diskerud, 11 Bedoya, 12 Guzan, 13 Jones, 14 Davis, 15 Beckerman, 16 Green, 17 Altidore, 18 Wondolowski, 19 Zusi, 20 Cameron, 21 Chandler, 22 Rimando, 23 Johnson, CT: Klinsmann
Coppa del Mondo FIFA 20221 Turner, 2 Dest, 3 Zimmerman, 4 Adams, 5 Robinson, 6 Musah, 7 Reyna, 8 McKennie, 9 Ferreira, 10 Pulisic, 11 Aaronson, 12 Horvath, 13 Ream, 14 de la Torre, 15 Long, 16 Morris, 17 Roldan, 18 Moore, 19 Wright, 20 Carter-Vickers, 21 Weah, 22 Yedlin, 23 Acosta, 24 Sargent, 25 Johnson, 26 Scally, CT: Berhalter

### Gold Cup
CONCACAF Gold Cup 19911 Meola, 2 Trittschuh, 3 Michallik, 4 Murray, 5 Eck, 6 Harkes, 7 Pérez, 8 Kinnear, 10 Vermes, 11 Wynalda, 14 Quinn, 15 Armstrong, 16 Doyle, 17 Balboa, 18 Keller, 19 Henderson, 20 Caligiuri, 21 Clavijo, 22 Savage, CT: Milutinović
CONCACAF Gold Cup 19931 Meola, 3 Doyle, 4 Kooiman, 5 Dooley, 6 Harkes, 8 Kinnear, 9 Ramos, 10 Vermes, 11 Wynalda, 13 Jones, 14 Moore, 15 Armstrong, 17 Wegerle, 19 Henderson, 21 Clavijo, 22 Lalas, CT: Milutinović
CONCACAF Gold Cup 19961 Friedel, 2 Hejduk, 3 Pittman, 4 Burns, 5 Dooley, 6 Harkes, 7 Moore, 9 Ramos, 11 Wynalda, 12 Agoos, 13 Jones, 14 Klopas, 15 Lassiter, 16 Sorber, 17 Balboa, 18 Keller, 19 Kirovski, 20 Caligiuri, 21 Reyna, 22 Lalas, CT: Sampson
CONCACAF Gold Cup 19981 Friedel, 2 Hejduk, 3 Pope, 4 Burns, 5 Dooley, 6 Harkes, 7 Wegerle, 8 Lassiter, 9 Moore, 10 Maisonneuve, 11 Wynalda, 12 Agoos, 13 Jones, 14 Preki, 15 McCarty, 16 Sommer, 17 Balboa, 18 Keller, 19 Henderson, 21 Reyna, 22 Lalas, 23 Berhalter, CT: Sampson
CONCACAF Gold Cup 20001 Friedel, 3 Vanney, 4 Fraser, 5 Brown, 7 Lewis, 9 Kirovski, 10 Reyna, 11 Wynalda, 12 Agoos, 13 Jones, 14 Armas, 16 Llamosa, 18 Meola, 19 Olsen, 20 McBride, 21 Williams, 22 Razov, 23 Pope, CT: Arena
CONCACAF Gold Cup 20021 Meola, 2 Hejduk, 4 Beasley, 5 Mathis, 7 Lewis, 8 Williams, 10 Maisonneuve, 11 Razov, 12 Agoos, 13 Jones, 14 Armas, 15 Wolff, 17 Bocanegra, 18 Keller, 19 Lagos, 20 McBride, 21 Donovan, 25 Mastroeni, 26 Califf, 27 Cunningham, CT: Arena
CONCACAF Gold Cup 20032 Hejduk, 3 Vanney, 4 Bocanegra, 6 Gibbs, 7 Lewis, 8 Stewart, 10 Reyna, 11 Mathis, 12 Califf, 13 Mulrooney, 15 Convey, 17 Beasley, 18 Keller, 19 Ralston, 20 McBride, 21 Donovan, 24 Brown, 25 Mastroeni, CT: Arena
CONCACAF Gold Cup 20051 Hahnemann, 2 Hejduk, 3 Vanney, 4 Onyewu, 5 O'Brien, 6 Cherundolo, 7 Beasley, 8 Dempsey, 9 Quaranta, 10 Donovan, 11 Casey, 12 Conrad, 13 Noonan, 14 Armas, 15 Olsen, 16 Wolff, 18 Keller, 19 Ralston, 21 Davis, 22 Sanneh, 23 Pope, 24 Reis, 25 Mastroeni, CT: Arena
CONCACAF Gold Cup 20071 Howard, 2 Hejduk, 3 Bocanegra, 4 Mastroeni, 5 Feilhaber, 6 M. Bradley, 7 Beasley, 8 Dempsey, 9 Johnson, 10 Donovan, 11 Ching, 12 DeMerit, 13 Bornstein, 14 Ralston, 15 Simek, 16 Parkhurst, 17 Spector, 18 Keller, 19 Clark, 20 Twellman, 21 Mapp, 22 Onyewu, 23 Guzan, CT: B. Bradley
CONCACAF Gold Cup 20091 Perkins, 2 Pearce, 3 Goodson, 4 Marshall, 5 Beckerman, 6 Cherundolo, 7 Rogers, 8 Pause, 9 Davies, 10 Holden, 11 Ching, 12 Conrad, 13 Clark, 14 Parkhurst, 15 Cronin, 16 Heaps, 17 Cooper, 18 Robles, 19 Adu, 20 Quaranta, 21 Evans, 22 Arnaud, 23 Busch, CT: Bradley
CONCACAF Gold Cup 20111 Howard, 2 Spector, 3 Bocanegra, 4 M. Bradley, 5 Onyewu, 6 Cherundolo, 7 Edu, 8 Dempsey, 9 Agudelo, 10 Donovan, 11 Wondolowski, 12 Bornstein, 13 Jones, 14 Lichaj, 15 Ream, 16 Kljestan, 17 Altidore, 18 Rimando, 19 Rogers, 20 Adu, 21 Goodson, 22 Bedoya, 23 Hahnemann, CT: B. Bradley
CONCACAF Gold Cup 20131 Rimando, 2 Castillo, 3 Ashe, 4 Orozco, 5 Onyewu, 6 Corona, 7 Beasley, 8 Diskerud, 9 Gómez, 10 Donovan, 11 Holden, 12 S. Johnson, 13 Beltran, 14 Beckerman, 15 Parkhurst, 16 Torres, 17 Bruin, 18 McInerney, 19 Wondolowski, 20 Bedoya, 21 Goodson, 22 Hamid, 23 Shea, 24 Gonzalez, 25 Besler, 26 E. Johnson, 27 Gordon, CT: Klinsmann
CONCACAF Gold Cup 20151 Guzan, 2 Yedlin, 3 Gonzalez, 4 Bradley, 5 Beckerman, 6 Brooks, 7 Morales, 8 Dempsey, 9 Jóhannsson, 10 Diskerud, 11 Bedoya, 12 Rimando, 13 Alvarado, 14 Garza, 15 Ream, 16 Evans, 17 Altidore, 18 Wondolowski, 19 Zusi, 20 Zardes, 21 Chandler, 22 Yarbrough, 23 Johnson, CT: Klinsmann
CONCACAF Gold Cup 20171 Guzan, 2 Villafaña, 3 O. Gonzalez, 4 Miazga, 5 Besler, 6 Rowe, 7 Pontius, 8 Morris, 9 Zardes, 10 Corona, 11 Bedoya, 12 Hamid, 13 McCarty, 14 Dwyer, 15 Lichaj, 16 Morrow, 17 Roldan, 18 Agudelo, 19 Zusi, 20 Arriola, 21 Hedges, 22 Johnson, 23 Acosta, 24 Howard, 25 Nagbe, 26 Bradley, 27 Altidore, 28 Dempsey, 29 J. González, CT: Arena
CONCACAF Gold Cup 20191 Steffen, 2 Lima, 3 Gonzalez, 4 Bradley, 5 Zimmerman, 6 Trapp, 7 Arriola, 8 McKennie, 9 Zardes, 10 Pulisic, 11 Morris, 12 Johnson, 13 Ream, 14 Cannon, 15 Roldan, 16 Lovitz, 17 Altidore, 18 Lewis, 19 Miazga, 20 Mihailović, 21 Boyd, 22 Miller, 23 Long, CT: Berhalter
CONCACAF Gold Cup 20211 Turner, 2 Cannon, 3 Vines, 4 Pines, 5 Zimmerman, 6 Busio, 7 Arriola, 8 Gioacchini, 9 Zardes, 10 Roldan, 11 Dike, 12 Robinson, 13 Hoppe, 14 Yueill, 15 Lewis, 16 Sands, 17 Lletget, 18 Johnson, 19 Williamson, 20 Moore, 21 Bello, 22 Guzan, 23 Acosta, 24 Kessler, CT: Berhalter
CONCACAF Gold Cup 20231 Turner, 2 Yedlin, 3 Long, 4 Miazga, 5 Reynolds, 6 Busio, 7 Soñora, 8 Sands, 9 Ferreira, 10 Roldan, 11 Cowell, 12 Robinson, 13 J. Morris, 14 Mihailović, 15 Jones, 16 A. Morris, 17 Zendejas, 18 Johnson, 19 Vázquez, 20 Neal, 21 Tolkin, 22 Gressel, 23 Slonina, 24 Yueill, CT: Callaghan
CONCACAF Gold Cup 20251 Turner, 2 Tolkin, 3 Richards, 4 Adams, 5 Zimmerman, 6 McGlynn, 7 Sullivan, 8 Berhalter, 9 Downs, 10 Luna, 11 Aaronson, 12 Robinson, 13 Ream, 14 De la Torre, 15 Cardoso, 16 Freeman, 17 Tillman, 18 Arfsten, 19 Wright, 20 Harriel, 21 P. Aaronson, 22 McKenzie, 23 White, 24 Agyemang, 25 Freese, 26 Brady, CT: Pochettino

### Copa América
Copa América 19931 Meola, 2 Lapper, 3 Doyle, 4 Murray, 5 Kooiman, 7 Woodring, 8 Kinnear, 9 Ramos, 10 Vermes, 11 Harbor, 12 Agoos, 13 Jones, 14 Moore, 15 Armstrong, 16 Sorber, 17 Chung, 18 Friedel, 19 Henderson, 20 Caligiuri, 21 Clavijo, 23 Lalas, CT: Milutinović
Copa América 19951 Friedel, 2 Lapper, 3 Berhalter, 4 Burns, 5 Dooley, 7 Moore, 8 Stewart, 9 Ramos, 10 Sorber, 11 Wynalda, 12 Sommer, 13 Jones, 14 Klopas, 15 Bliss, 16 Kirovski, 17 Balboa, 18 Keller, 19 Kerr, 20 Caligiuri, 21 Reyna, 22 Lalas, CT: Sampson
Copa América 20072 Wynne, 3 DeMerit, 4 Boswell, 5 Feilhaber, 6 Pearce, 7 Califf, 8 Gómez, 9 Johnson, 10 Davies, 11 Gaven, 12 Conrad, 13 Bornstein, 14 Olsen, 15 Moor, 16 Kljestan, 17 Beckerman, 18 Keller, 19 Clark, 20 Twellman, 21 Mapp, 23 Guzan, 25 Nguyen, CT: Bradley
Copa América Centenario1 Guzan, 2 Yedlin, 3 Birnbaum, 4 Bradley, 5 Besler, 6 Brooks, 7 Wood, 8 Dempsey, 9 Zardes, 10 Nagbe, 11 Bedoya, 12 Howard, 13 Jones, 14 Orozco, 15 Beckerman, 16 Kitchen, 17 Pulisic, 18 Wondolowski, 19 Zusi, 20 Cameron, 21 Castillo, 22 Horvath, 23 Johnson, CT: Klinsmann
Copa América 20241 Turner, 2 Carter-Vickers, 3 Richards, 4 Adams, 5 A. Robinson, 6 Musah, 7 Reyna, 8 McKennie, 9 Pepi, 10 Pulisic, 11 Aaronson, 12 M. Robinson, 13 Ream, 14 de la Torre, 15 Cardoso, 16 Moore, 17 Tillman, 18 Horvath, 19 Wright, 20 Balogun, 21 Weah, 22 Scally, 23 Lund, 24 McKenzie, 25 Johnson, 26 Sargent, CT: Berhalter

### Confederations Cup
Coppa re Fahd 19921 Meola, 2 Michallik, 3 Lapper, 4 Murray, 6 Harkes, 7 Pérez, 8 Kinnear, 9 Ramos, 10 Vermes, 11 Wynalda, 12 Harbor, 13 Jones, 14 Quinn, 15 DeBrito, 17 Balboa, 18 Dodd, 19 Henderson, 20 Caligiuri, 21 Clavijo, 22 Wegerle, CT: Milutinović
FIFA Confederations Cup 19991 Friedel, 2 Hejduk, 3 Berhalter, 4 Fraser, 5 Brown, 6 Harkes, 7 Lewis, 8 Stewart, 9 Moore, 10 Kirovski, 11 Bravo, 12 Agoos, 13 Jones, 14 McKeon, 15 Williams, 16 Llamosa, 17 Balboa, 18 Keller, 19 Olsen, 20 McBride, CT: Arena
FIFA Confederations Cup 20031 Cannon, 2 Hejduk, 3 Berhalter, 4 Mastroeni, 5 Vanney, 7 Lewis, 8 Stewart, 9 Kirovski, 10 Donovan, 11 Mathis, 12 Bocanegra, 13 Martino, 14 Armas, 15 Convey, 17 Beasley, 18 Howard, 19 Hahnemann, 20 Twellman, 21 Cunningham, 22 Klein, 23 Gibbs, CT: Arena
FIFA Confederations Cup 20091 Howard, 2 Bornstein, 3 Bocanegra, 4 Casey, 5 Onyewu, 6 Pearce, 7 Beasley, 8 Dempsey, 9 Davies, 10 Donovan, 11 Wynne, 12 M. Bradley, 13 Clark, 14 Califf, 15 DeMerit, 16 Kljestan, 17 Altidore, 18 Guzan, 19 Adu, 20 Torres, 21 Spector, 22 Feilhaber, 23 Robles, CT: B. Bradley

### Giochi olimpici
Calcio ai Giochi Olimpici Estivi 1924P Douglas, D Davis, D Mulholland, D Rudd, C Demko, C Hornberger, C Johnson, C Jones, C O'Connor, A Brix, A Dalrymple, A Farrell, A Findlay, A Hart, A Rhody, A Straden, A Wells, CT: Burford
Calcio ai Giochi Olimpici Estivi 1928P Cooper, D Duffy, D Littley, D Ryan, D Smith, C Aitken, C Gallagher, C Kane, C Lyons, C Murphy, A Cronin, A Deal, A Findlay, A Kuntner, A O'Carroll, A Rudge, CT: Burford
Calcio ai Giochi Olimpici Estivi 1936P Bartkus, P Denton, D Greinert, D Stoll, D Zbikowski, D Zywan, C Altemose, C Begley, C Crockett, C Olthaus, C Pietras, A Chimielewski, A Fiedler, A Gajda, A Lutkefedder, A Nemchik, A Ryan, CT: Cavanaugh
Calcio ai Giochi Olimpici Estivi 1948P Strimel, D Annis, D Rego-Costa, D Martin, C Bahr, C Colombo, C Ferreira, C Beckman, C Grivnow, A Bertani, A McLaughlin, A Pariani, A E. Souza, A J. Souza, A Valtin, CT: Giesler
NOTA: per le informazioni sulle rose successive al 1948 visionare la pagina della Nazionale olimpica.

### CONCACAF Nations League
CONCACAF Nations League 2023-2024
1 Turner, 2 Dest, 3 Richards, 4 Adams, 5 A. Robinson, 6 Musah, 7 Reyna, 8 McKennie, 9 Pepi, 10 Pulisic, 11 Aaronson, 12 M. Robinson, 13 Ream, 14 Wright, 15 Johnny, 16 McKenzie, 17 Tillman, 18 Horvath, 19 Scally, 20 Balogun, 21 Weah, 22 Callender, 23 Lund, CT: Gregg Berhalter

## Rosa attuale
Lista dei giocatori convocati per la CONCACAF Gold Cup 2025.
Presenze e reti aggiornate al 10 giugno 2025, al termine della gara amichevole contro la Svizzera.
|  | P | Matt Turner         | 24 giugno 1994    | 52 | -43 | Crystal Palace      |  |  |
|  | P | Matt Freese         | 2 settembre 1998  | 1  | -2  | New York City       |  |  |
|  | P | Chris Brady         | 3 marzo 2004      | 0  | 0   | Chicago Fire        |  |  |
|  |   |                     |                   |    |     |                     |  |  |
|  | D | Tim Ream            | 5 ottobre 1987    | 69 | 1   | Charlotte FC        |  |  |
|  | D | Walker Zimmerman    | 19 maggio 1993    | 45 | 3   | Nashville           |  |  |
|  | D | Sergiño Dest        | 3 novembre 2000   | 33 | 2   | PSV                 |  |  |
|  | D | Chris Richards      | 28 marzo 2000     | 25 | 1   | Crystal Palace      |  |  |
|  | D | Mark McKenzie       | 25 febbraio 1999  | 21 | 0   | Tolosa              |  |  |
|  | D | Maximilian Arfsten  | 29 aprile 2001    | 5  | 0   | Columbus Crew       |  |  |
|  | D | John Tolkin         | 31 luglio 2002    | 5  | 0   | Holstein Kiel       |  |  |
|  | D | Nathan Harriel      | 23 aprile 2001    | 2  | 0   | Philadelphia Union  |  |  |
|  | D | Alex Freeman        | 9 agosto 2004     | 1  | 0   | Orlando City        |  |  |
|  |   |                     |                   |    |     |                     |  |  |
|  | C | Brenden Aaronson    | 22 ottobre 2000   | 48 | 8   | Leeds Utd           |  |  |
|  | C | Tyler Adams         | 4 febbraio 1999   | 45 | 2   | Bournemouth         |  |  |
|  | C | Luca de la Torre    | 23 maggio 1998    | 25 | 1   | San Diego           |  |  |
|  | C | Johnny Cardoso      | 20 settembre 2001 | 20 | 0   | Betis               |  |  |
|  | C | Malik Tillman       | 28 maggio 2002    | 19 | 0   | PSV                 |  |  |
|  | C | Diego Luna          | 4 settembre 2001  | 6  | 0   | Real Salt Lake      |  |  |
|  | C | Jack McGlynn        | 7 luglio 2003     | 5  | 2   | Houston Dynamo      |  |  |
|  | C | Quinn Sullivan      | 27 marzo 2004     | 2  | 0   | Philadelphia Union  |  |  |
|  | C | Sebastian Berhalter | 10 maggio 2001    | 1  | 0   | Vancouver Whitecaps |  |  |
|  |   |                     |                   |    |     |                     |  |  |
|  | A | Haji Wright         | 27 marzo 1998     | 16 | 4   | Coventry City       |  |  |
|  | A | Patrick Agyemang    | 7 novembre 2000   | 6  | 3   | Charlotte FC        |  |  |
|  | A | Brian White         | 3 febbraio 1996   | 6  | 1   | Vancouver Whitecaps |  |  |
|  | A | Paxten Aaronson     | 26 agosto 2003    | 2  | 0   | Utrecht             |  |  |
|  | A | Damion Downs        | 6 luglio 2004     | 1  | 0   | Colonia             |  |  |

## Record individuali
Statistiche aggiornate al 29 marzo 2025.

- In grassetto i giocatori ancora in attività in nazionale.

| Pos. | Giocatore        | Presenze | Reti | Periodo   |
| ---- | ---------------- | -------- | ---- | --------- |
| 1    | Cobi Jones       | 164      | 15   | 1992-2004 |
| 2    | Landon Donovan   | 157      | 57   | 2000-2014 |
| 3    | Michael Bradley  | 151      | 17   | 2006-2019 |
| 4    | Clint Dempsey    | 141      | 57   | 2004-2017 |
| 5    | Jeff Agoos       | 134      | 4    | 1988-2003 |
| 6    | Marcelo Balboa   | 127      | 13   | 1988-2000 |
| 7    | DaMarcus Beasley | 126      | 17   | 2001-2017 |
| 8    | Tim Howard       | 121      | 0    | 2002-2017 |
| 9    | Jozy Altidore    | 115      | 42   | 2007-2019 |
| 10   | Claudio Reyna    | 112      | 8    | 1994-2006 |

| Pos. | Giocatore         | Reti | Presenze | Periodo   | Media |
| ---- | ----------------- | ---- | -------- | --------- | ----- |
| 1    | Landon Donovan    | 57   | 157      | 2000-2014 | 0.36  |
| 1    | Clint Dempsey     | 57   | 141      | 2004-2017 | 0.40  |
| 3    | Jozy Altidore     | 42   | 115      | 2007-2019 | 0.37  |
| 4    | Eric Wynalda      | 34   | 106      | 1990-2000 | 0.32  |
| 5    | Christian Pulisic | 32   | 78       | 2016-     | 0.42  |
| 6    | Brian McBride     | 30   | 95       | 1993-2006 | 0.31  |
| 7    | Joe-Max Moore     | 24   | 100      | 1992-2002 | 0.24  |
| 8    | Bruce Murray      | 21   | 85       | 1985-1993 | 0.25  |
| 9    | Eddie Johnson     | 19   | 63       | 2004-2014 | 0.30  |
| 10   | DaMarcus Beasley  | 17   | 126      | 2001-2017 | 0.13  |
| 10   | Michael Bradley   | 17   | 151      | 2006-2019 | 0.12  |
| 10   | Earnie Stewart    | 17   | 101      | 1990-2004 | 0.17  |